# Izmajil rajon
Izmajil rajon (ukrainsk: Ізмаїльський район, tr. Izmailskij rajon) er en af 7 rajoner i Odessa oblast i Ukraine. Izmajil rajon er beliggende længst mod syd i oblasten. Mod syd grænser rajonen op til Rumænien, og mod nordvest grænser den op til  Moldova. Rajonens sydlige grænse følger stort set løbet for floden Donau, hvilket dog bliver et videre begreb, jo længere man kommer mod øst og mod Sortehavet, idet floden deler sig i flere grene og kanaler i sit meget omfattende delta, som Izmajil rajon derfor også bliver en del af. 
Til Izmajil rajon hører også landsbyen Bile, som befinder sig 44 km ude i Donau-deltaet på Slangeøen, der har været et stridspunkt for Ukraine og Rumænien omkring tilhørsforhold og grænsedragning i forhold til kontinentalsoklen. 
Her kan det også nævnes kort, at Slangeøen har fået berømmelse efter et kækt svar fra en ukrainsk vagtsoldat til et russisk krigsskib, der nærmede sig og besatte øen den 24. februar 2022, altså på den første dag af Ruslands invasion af Ukraine 2022. I første omgang troede man, at de 13 tilstedeværende ukrainske soldater var blevet dræbt, men senere efterretninger tydede på, at de blev taget til fange og derefter bragt til Krim-halvøen. 
Mod vest i rajonen i den større landsby Stara Nekrasivka finder man en obelisk, der betegner det sydligste målepunkt i astronomen von Struves meridianbue til opmåling af jordens runding, og dette punkt er (som 33 andre målepunkter) optaget på UNESCO's Verdensarvsliste.
Ved Ukraines administrative reform fra juli 2020 blev Izmajil rajon udvidet med andre nærtliggende rajoner, ligesom byen Izmajil indgik i rajonen. Det samlede befolkningstal for Izmajil rajon er dermed 206.200.